# Šehovina
Šehovina är en ort i Bosnien och Hercegovina.   Den ligger i entiteten Republika Srpska, i den södra delen av landet, 70 km söder om huvudstaden Sarajevo. Šehovina ligger 925 meter över havet och antalet invånare är 660.
Terrängen runt Šehovina är kuperad västerut, men österut är den platt. Närmaste större samhälle är Nevesinje, 0,87 km norr om Šehovina. 
Omgivningarna runt Šehovina är en mosaik av jordbruksmark och naturlig växtlighet. Runt Šehovina är det ganska tätbefolkat, med 67 invånare per kvadratkilometer.